# Robert Schweikerts palæ
Robert Schweikerts palæ (polsk Pałac Roberta Schweikerta) ligger ved Piotrkowska-gaden 262 i Łódź. 
Palæet blev rejst i 1910 efter tegninger af Romuald Miller til Robert Schweikert, en tysk fabrikant, og hans kone Emma. 
Det middelstore palads har en representativ gårdsplads som begrænses af støbejernsstakit samt et vogterhus, stald og vognskur på begge sider af grunden. Bygningen har to etager og mansardtag. Frontelevationen prydes af en portikus. Bag paladset findes en have med en effektfuld træbestand, dam, et lysthus, terrasser samt antikke vaser og skulpturer. I palæinteriøret, som er bevaret i sin oprindelige form, findes smukke glasmalerier.
Under 2. verdenskrig husede bygningen en tysk bank, og efter krigen gik den over til henholdsvis Det polske arbejderparti, Den polske spejderbevægelse og Den polske socialistiske ungdomsorganisation. I 1991 blev den overgivet til Universitetet i Łódź, og husede centret for europæiske studier. Fra 1993 huser bygningen Det europæiske institut.
51°45′0.06″N 19°27′41.1″Ø / 51.7500167°N 19.461417°Ø